# Das Sühnopfer des neuen Bundes

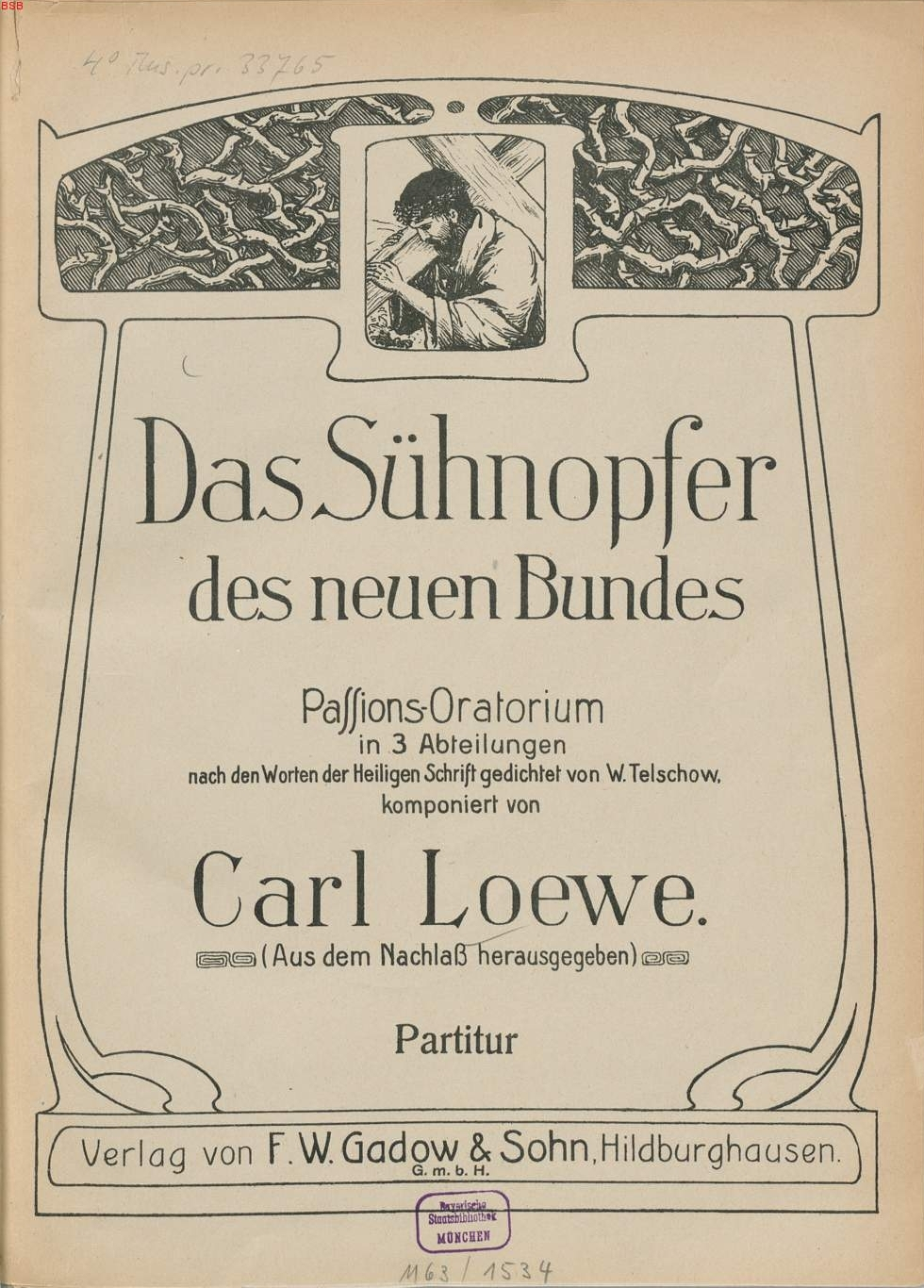
Das Sühnopfer des neuen Bundes, Titelseite des postumen Erstdrucks (um 1900)

Das Sühnopfer des neuen Bundes ist ein 1845/1846 entstandenes Passionsoratorium in drei Teilen von Carl Loewe. Das Libretto von Wilhelm Telschow hält sich eng an die biblische Passionserzählung vorwiegend nach dem Matthäus- und dem Johannesevangelium mit einzelnen Ergänzungen aus den anderen beiden Evangelien und weiteren biblischen Büchern wie zum Beispiel den Psalmen. Das Werk dauert etwa zwei Stunden.

## Entstehung

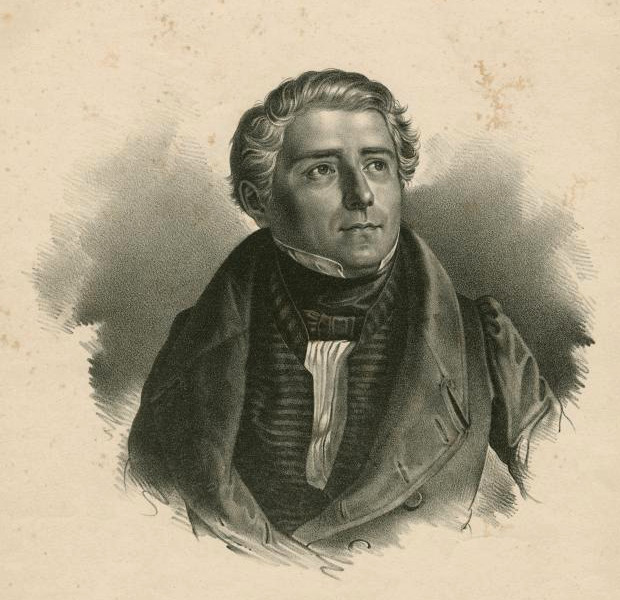
Carl Loewe

Carl Loewe, ein Zeitgenosse von Franz Schubert und Felix Mendelssohn Bartholdy, wirkte die meiste Zeit seines Lebens als städtischer Musikdirektor in Stettin, wo zu seinen Aufgaben neben dem Organisten- und Kantorendienst an St. Jakobi auch Unterrichtsverpflichtungen am Marienstiftsgymnasium und am Lehrerseminar zählten. Er schuf ein umfangreiches kompositorisches Werk, das alle musikalischen Gattungen von der Kammer- und Klaviermusik über Sinfonien und Oratorien bis hin zur Oper umfasst. Besonderen Ruhm und Bekanntheit bis in die Gegenwart erlangte er durch seine Balladen, während der größte Teil seines übrigen Schaffens heute weitgehend vergessen ist. Seine 17 Oratorien stellen formal einen gewichtigen Beitrag zur Gattung im 19. Jahrhundert dar, da sie den Themenbereich des Oratoriums von den biblischen auf Legendenstoffe erweitern und durch die Entwicklung des „Männerchor-Oratoriums“ auch dieser zur damaligen Zeit blühenden Chorbesetzung das Oratorium erschließen.
Stilistisch dagegen zählt Loewe nicht zu den größten Neuerern seiner Zeit. Kühne Harmoniefolgen, stark chromatische Stimmführungen, Erweiterung der instrumentalen und vokalen Besetzung und ihrer Ausdrucksmöglichkeiten und andere Erscheinungen, die wir heute als typische Errungenschaften der Romantik ansehen, spielen in seinem Komponieren nur eine untergeordnete Rolle. Letztlich bleibt er dem noch aus der Barockzeit überkommenen Denken verpflichtet, demzufolge die Musik den Text möglichst plastisch umsetzen soll bis dahin, dass einzelne Worte durch musikalische Formeln abgebildet werden. „Oberstes Gebot des vokal-kompositorischen Schaffens Loewes, ob Ballade oder Oratorium, ist das Streben nach Anschaulichkeit und Verständlichkeit.“ Das schließt einzelne avancierte musikalische Wendungen nicht aus, nämlich dann, wenn der Ausdruck des Textes sie erfordert.
Loewes Librettist Telschow war ebenfalls in Stettin ansässig und beschäftigte sich wie Loewe in den 1840er Jahren mit der Wiederbelebung alter deutscher Kirchenlieder. Darüber lernten sich beide kennen. Das Sühnopfer des neuen Bundes war ihr erstes gemeinsames Werk. Die überregionale Presse nahm von der Uraufführung keine Notiz. In der Königl. privilegierten Stettiner Zeitung vom 8. April 1846 findet sich jedoch eine Vorankündigung durch Carl Loewe selbst: «Der Gesangverein wird am Charfreitage, am 10. März, Abends 6 Uhr, in der Aula mein neues Passions-Oratorium „Das Sühnopfer“ zur Ausführung bringen, und ist der Eintritt zu der großen Probe am grünen Donnerstag den 9ten, halb 6 Uhr, gegen ein Entree von 5 sgr. gerne gestattet. Texte zu 2½ sgr. sind am Eingang zu haben. Dr. Loewe.» Die erste gedruckte Ausgabe der Partitur erschien wahrscheinlich 1894 bei F. W. Gadow & Sohn in Hildburghausen. Erste große Erfolge hatte das Werk wohl zu Beginn des 20. Jahrhunderts. Im Anhang eines 1915 herausgegebenen Texthefts werden rund 80 Orte aufgezählt, an denen Aufführungen stattfanden, unter anderem zwei Städte in Nordamerika.

## Inhalt

### Text
Mit dem „Sühnopfer des neuen Bundes“ steht Loewe ganz in der Tradition, die insbesondere durch die bekannten Werke Georg Friedrich Händels und Johann Sebastian Bachs geprägt ist. Besonders zu den Passionen Bachs, die Loewe durch wiederholte eigene Aufführungen gut vertraut waren, lassen sich zahlreiche Parallelen aufzeigen. So hält sich das Libretto von Wilhelm Telschow eng an die biblische Passionserzählung vorwiegend nach dem Matthäus- und dem Johannesevangelium mit einzelnen Ergänzungen aus den anderen beiden Evangelien und weiteren biblischen Büchern wie zum Beispiel den Psalmen. Damit folgt die Gliederung der Handlung in einzelne Szenen weitgehend dem Verlauf der Bachschen Passionen. Auch die Verwendung von Rezitativen, Arien, Chorsätzen und Chorälen mit ihrer jeweiligen unterschiedlichen Funktion lässt das Bachsche Vorbild erkennen. So erzählen die Rezitative die Handlung, wobei einzelne Personen durch unterschiedliche Solisten oder ganze Personengruppen durch Chorsätze in direkter Rede zu Wort kommen. Die Arien und weitere Chorsätze enthalten die Handlung betrachtende und interpretierende Aussagen, und die Choräle schließlich ermöglichen es der Gemeinde, sich im gesungenen Gebet mit dem Geschehen zu identifizieren. Möglicherweise wurden diese Choräle in der Praxis Loewes tatsächlich von der Gemeinde mitgesungen.
Wie bei Johann Sebastian Bach ist die Rolle des Christus dem Basssolisten zugeordnet. Im Unterschied zu Bach jedoch verwendet Loewe keinen Evangelisten als Erzähler, sondern jeder Solist führt seine in wörtlicher Rede vorgetragenen Worte selbst berichtend, meist rezitierend ein. Besondere klangliche Farben und eine anschauliche Umsetzung des Erzählten erreicht Loewe dadurch, dass der Chor nicht immer in ganzer Besetzung zum Einsatz kommt, sondern einzelne Sätze dem Männer- bzw. dem Frauenchor zugeordnet sind.
Die Sprache der Bibel wird nicht immer übernommen, sondern teilweise vereinfacht. Nur die Jesusworte bleiben in der Regel unangetastet. Auch in den gedichteten Abschnitten nutzt Telschow eine unkomplizierte, verständliche Sprache.

### Orchesterbesetzung
In Bezug auf die Orchesterbesetzung ist das Oratorium in verschiedenen Fassungen überliefert. Im Original ist eine reine Streicherbesetzung vorgesehen, die in einem Chorsatz, der das Erdbeben nach Jesu Tod berichtet, um zwei Pauken erweitert wird. Dadurch erzielt Loewe einen besonderen dramatischen Effekt. Nach Loewes Tod ergänzte Friedrich Wilhelm Karl die Besetzung um doppelte Holz- und Blechbläser, die allerdings keine neue musikalische Substanz bieten, sondern lediglich die Streicherstimmen verdoppeln. Es darf bezweifelt werden, dass diese Fassung der Vorstellung Loewes entsprochen hätte, schwebte ihm doch vermutlich eher eine schlichte kammermusikalisch inspirierte Besetzung vor. Neben den genannten Versionen ist auch eine Besetzung allein mit Orgel möglich.

### Gliederung
Ein wichtiges kompositorisches Anliegen Loewes war die innere Geschlossenheit des Werkes. Dies erreicht er zum einen durch eine klare Gliederung in dreimal drei Szenen, die zumindest in den ersten beiden Teilen immer mit einem Choral abschließen. Darüber hinaus schafft er durch die Verwendung wiederkehrender Erinnerungsmotive Verbindungen zwischen den einzelnen Sätzen – eine Technik, die bereits auf die Leitmotive Richard Wagners vorausweist. Eine besondere Rolle spielt hierbei eine in der Literatur gelegentlich als „Abendmahlsmotiv“ bezeichnete Wendung (zwei Schritte abwärts mit anschließendem Sprung nach oben in ruhigem Tempo), mit der Loewe das Oratorium eröffnet und die insbesondere im ersten Teil in den Sätzen Nr. 7, 8 und 10 im Zusammenhang mit der Einsetzung des Abendmahls mehrfach wiederkehrt. Noch deutlicher wird das Bestreben Loewes, musikalische Verbindungen zwischen den Sätzen zu schaffen dadurch, dass er ganze Abschnitte der instrumentalen Einleitung wörtlich oder in Augmentation in den genannten Sätzen wieder aufgreift.
Ein weiteres wiederkehrendes Motiv (schnelle Aufwärtsbewegung, teilweise von den Streichern gezupft) ist der Person des Judas zugeordnet. Seine Reuearie Nr. 19 in der Mitte des Werkes nimmt schon allein von ihrem Umfang, ihrer Tonart (e-Moll in einem Umfeld von B-Tonarten) und ihrer dramatischen Gestaltung eine Sonderrolle unter den solistischen Partien ein.
Der dritte und umfangreichste Teil des Oratoriums unterscheidet sich von den beiden vorhergehenden dadurch, dass hier der Fortgang der Handlung weniger Raum in Anspruch nimmt und stattdessen lyrisch-betrachtende Sätze in den Vordergrund treten. Der Schlusschor stellt eine mitreißende Steigerung dar, die das Werk in österlichem Jubel über Christi Sieg über den Tod wirkungsvoll ausklingen lässt.

## Werkübersicht
| Teil | Nummer | Bezeichnung                                        | Textbeginn                                |
| 1a   |        | Einleitung. Zu Bethanien am Grabe des Lazarus      |                                           |
|      | 1      | Einleitung und Quartett                            | Wo find ich ihn                           |
|      | 2      | Choral                                             | Gegrüßt sei, Fürst des Lebens             |
| 1b   |        | Salbung                                            |                                           |
|      | 3      | Rezitativ und Arioso                               | Laß mich salben deine Füße                |
|      | 4      | Rezitativ und Terzett                              | Wozu doch dienet die Verschwendung        |
|      | 5      | Rezitativ                                          | Lasset Maria mit Frieden                  |
|      | 6      | Choral                                             | O du Zuflucht der Elenden                 |
| 1c   |        | Einsetzung des heiligen Abendmahls zu Jerusalem    |                                           |
|      | 7      | Larghetto con moto                                 |                                           |
|      | 8      | Duett                                              | Wie der Herr es uns geheißen              |
|      | 9      | Chor der Apostel                                   | Lobet ihr Knechte                         |
|      | 10     | Rezitativ e Coro                                   | Stricke des Todes                         |
|      | 11     | Rezitativ und Choral                               | Für uns bricht er voll Huld               |
|      | 12     | Schlusschor des ersten Teils                       | Lobet ihr Knechte                         |
| 2a   |        | Gefangennehmung im Garten zu Gethsemane.           |                                           |
|      | 13     | Chor und Rezitativ                                 | Auf mit Schwertern                        |
|      | 14     | Choral                                             | Wenn alle untreu werden                   |
| 2b   |        | Christus vor Kaiphas im hohenpriesterlichen Palast |                                           |
|      | 15     | Alt-Arie                                           | Heil'ge Nacht                             |
|      | 16     | Duett                                              | Wir haben's gehört                        |
|      | 17     | Rezitativ secco                                    | Und der Hohepriester zerriß seine Kleiner |
|      | 18     | Rezitativ und Chor der Hohenpriester               | Er ist des Todes schuldig                 |
|      | 19     | Arie                                               | Wehe mir!                                 |
|      | 20     | Choral                                             | Ach bleib mit deiner Gnade                |
| 2c   |        | Christus vor Pilatus                               |                                           |
|      | 21     | Rezitativ a due                                    |                                           |
|      | 22     | Sopran-Rezitativ                                   | Laß, o Pilatus, dich erbitten             |
|      | 23     | Rezitativ und Chor                                 | Nicht diesen, sondern Barrabam            |
|      | 24     | Chor und Rezitativ                                 | Laß ihn kreuzigen                         |
|      | 25     | Chor                                               | Sein Blut komme über uns                  |
|      | 26     | Alto-Arie                                          | Ach seht, der allen wohlgetan             |
|      | 27     | Recitativ Tenor                                    | Ans Kreuz mit ihm                         |
| 3a   |        | Kreuztragung auf dem Wege zur Schädelstätte        |                                           |
|      | 28     | Tenor-Solo                                         | O welch' ein Anblick                      |
|      | 29     | Chor und Tenor-Solo                                | Hört den Simon von Kyrene                 |
|      | 30     | Chor der Zionstöchter                              | Fließet ihr unaufhaltsamen Tränen         |
|      | 31     | Rezitativ                                          | Ihr Töchter von Jerusalem                 |
| 3b   |        | Kreuzigung auf Golgatha                            |                                           |
|      | 32     | Terzett                                            | Den wir jüngst auf Tabors Höhen           |
|      | 33     | Quartett. Rezitativ a 4                            | Jesus von Nazareth                        |
|      | 34     | Pilatus                                            | Was ich geschrieben habe                  |
|      | 35     | Chor des Volkes                                    | Der du den Tempel Gottes                  |
|      | 36     | Rezitativ und Duett                                | Vater vergib ihnen                        |
|      | 37     | Choral                                             | Seht die Mutter bang und klagend          |
|      | 38     | Tempo del Chorale                                  | Weib, siehe, das ist dein Sohn            |
|      | 39     | Chor                                               | Finsternis bedeckt das Land               |
|      | 40     | Arie und Frauenchor                                | Sein Auge, das mich angeblickt            |
|      | 41     | Rezitativ und Choral                               | Großer Friedefürst                        |
|      | 42     | Rezitativ                                          | Ein Schwamm mit Essig                     |
|      | 43     | Chor                                               | Des Tempels Vorhang                       |
| 3c   |        | Grablegung im Garten des Josef zu Arimathia        |                                           |
|      | 44     | Duett                                              | Mein eigen Grab will ich                  |
|      | 45     | Chor der Zionstöchter                              | Einst lagst auch du                       |
|      | 46     | Schlusschor                                        | Es wird gesäet verweslich                 |

## Einspielungen (Auswahl)
- Udo Reinemann (Dirigent), Ensemble Vocal des Heures Romantiques (Chor), Ensemble Instrumental des Heures Romantiques (Orchester). Naxos, 2006.
- Thomas Gropper (Dirigent), Arcis-Vocalisten München (Chor), L'arpa festante (Orchester), Georg Poplutz (Tenor), Andreas Burkhart (Tenor). OehmsClassics 2018.

### Notenausgaben
- Das Sühnopfer des neuen Bundes. Passions-Oratorium in 3 Abteilungen nach den Worten der heiligen Schrift gedichtet von W. Telschow, komponiert von Dr. Carl Loewe (Aus dem Nachlaß herausgegeben). Erstdruck, Hildburghausen, ohne Jahreszahl (Titelseite im Jugendstil)
- Claudia Seidl: Das Sühnopfer des neuen Bundes. Carus-Verlag CV 23.002/50 (Partitur), CV 23.002/53 (Klavierauszug von Paul Horn)
- Claudia Mücke: Das Sühnopfer des neuen Bundes WoO. Bärenreiter-Verlag BA 7678-90

### Sekundärliteratur
- Stefan Amzoll: Kein Rebell, Musiker war er. Skizze über Karl Loewe. In: Ekkehard Ochs u. Lutz Winkler (Hrsg.): Carl Loewe (1796–1869). Beiträge zu Leben, Werk und Wirkung (= Greifswalder Beiträge zur Musikwissenschaft. Band 6). Peter Lang GmbH, Frankfurt am Mail 1998.
- Reinhold Dusella: Die Oratorien Carl Loewes (= Deutsche Musik im Osten. Band 1). Gudrun Schröder Verlag, Bonn 1991, 3.11, S. 166–175.
- Stephan Lennig: Zur Einführung. In: Programmheft zur Aufführung in der Dresdner Annenkirche am 16. April 2019. Dresden April 2019, S. 3–6.

### Digitalisat
- Probe-Partitur des Carus-Verlags
- Vollständige Partitur in der Imslp